# Johan Brunström
Johan Brunström (ur. 3 kwietnia 1980 w Fiskebäckskil) – szwedzki tenisista, reprezentant w Pucharze Davisa, olimpijczyk z Londynu (2012).

## Kariera tenisowa
Zawodowym tenisistą Brunström był w latach 2005–2017. Wygrał 5 turniejów rangi ATP World Tour z 19 osiągniętych finałów.
Od 2012 jest reprezentował Szwecję w Pucharze Davisa.
W 2012 roku zagrał na igrzyskach olimpijskich w Londynie, w konkurencji deblowej dochodząc do 2. rundy wspólnie z Robertem Lindstedtem.
Najwyżej w rankingu gry podwójnej został sklasyfikowany 22 marca 2010 roku, na 31. miejscu.

### Finały w turniejach ATP World Tour
| Legenda                                      |
| -------------------------------------------- |
| Wielki Szlem                                 |
| Igrzyska olimpijskie                         |
| Tennis Masters Cup / ATP Finals              |
| ATP Masters Series / ATP Tour Masters 1000   |
| ATP International Series Gold / ATP Tour 500 |
| ATP International Series / ATP Tour 250      |

#### Gra podwójna (5–14)
| Końcowy wynik | Nr  | Data                 | Turniej          | Nawierzchnia  | Partner            | Przeciwnicy                          | Wynik finału         |
| ------------- | --- | -------------------- | ---------------- | ------------- | ------------------ | ------------------------------------ | -------------------- |
| Finalista     | 1.  | 13 lipca 2008        | Båstad           | Ceglana       | Jean-Julien Rojer  | Jonas Björkman Robin Söderling       | 2:6, 2:6             |
| Finalista     | 2.  | 12 października 2008 | Sztokholm        | Twarda (hala) | Michael Ryderstedt | Jonas Björkman Kevin Ullyett         | 1:6, 3:6             |
| Finalista     | 3.  | 10 maja 2009         | Belgrad          | Ceglana       | Jean-Julien Rojer  | Łukasz Kubot Oliver Marach           | 2:6, 6:7(3)          |
| Finalista     | 4.  | 21 czerwca 2009      | 's-Hertogenbosch | Trawiasta     | Jean-Julien Rojer  | Wesley Moodie Dick Norman            | 6:7(3), 7:6(8), 5–10 |
| Finalista     | 5.  | 2 sierpnia 2009      | Umag             | Ceglana       | Jean-Julien Rojer  | František Čermák Michal Mertiňák     | 4:6, 4:6             |
| Finalista     | 6.  | 27 września 2009     | Bukareszt        | Ceglana       | Jean-Julien Rojer  | František Čermák Michal Mertiňák     | 2:6, 4:6             |
| Zwycięzca     | 1.  | 1 sierpnia 2010      | Gstaad           | Ceglana       | Jarkko Nieminen    | Marcelo Melo Bruno Soares            | 6:3, 6:7(4), 11–9    |
| Finalista     | 7.  | 24 października 2010 | Sztokholm        | Twarda (hala) | Jarkko Nieminen    | Eric Butorac Jean-Julien Rojer       | 4:6, 6:7(4)          |
| Finalista     | 8.  | 15 stycznia 2011     | Auckland         | Twarda        | Stephen Huss       | Marcel Granollers Tommy Robredo      | 4:6, 6:7(6)          |
| Finalista     | 9.  | 10 lipca 2011        | Newport          | Trawiasta     | Adil Shamasdin     | Matthew Ebden Ryan Harrison          | 6:4, 3:6, 5–10       |
| Finalista     | 10. | 23 września 2012     | Metz             | Twarda (hala) | Frederik Nielsen   | Nicolas Mahut Édouard Roger-Vasselin | 6:7(3), 4:6          |
| Finalista     | 11. | 12 stycznia 2013     | Auckland         | Twarda        | Frederik Nielsen   | Colin Fleming Bruno Soares           | 6:7(1), 6:7(2)       |
| Finalista     | 12. | 10 lutego 2013       | Montpellier      | Twarda (hala) | Raven Klaasen      | Marc Gicquel Michaël Llodra          | 3:6, 6:3, 9–11       |
| Zwycięzca     | 2.  | 25 maja 2013         | Nicea            | Ceglana       | Raven Klaasen      | Juan Sebastián Cabal Robert Farah    | 6:3, 6:2             |
| Zwycięzca     | 3.  | 22 września 2013     | Metz             | Twarda (hala) | Raven Klaasen      | Nicolas Mahut Jo-Wilfried Tsonga     | 6:4, 7:6(5)          |
| Finalista     | 13. | 29 września 2013     | Bangkok          | Twarda (hala) | Tomasz Bednarek    | Jamie Murray John Peers              | 3:6, 6:3, 6–10       |
| Zwycięzca     | 4.  | 5 stycznia 2014      | Ćennaj           | Twarda        | Frederik Nielsen   | Marin Draganja Mate Pavić            | 6:2, 4:6, 10–7       |
| Zwycięzca     | 5.  | 13 lipca 2014        | Båstad           | Ceglana       | Nicholas Monroe    | Jérémy Chardy Oliver Marach          | 4:6, 7:6(5), 10–7    |
| Finalista     | 14. | 7 sierpnia 2016      | Atlanta          | Twarda        | Andreas Siljeström | Andrés Molteni Horacio Zeballos      | 6:7(2), 4:6          |